# Johann Friedrich Helbig
Pour les articles homonymes, voir Helbig.
Johann Friedrich Helbig était un auteur allemand de textes de cantates d'église né le 19 avril 1680, probablement à Neustadt, en électorat de Saxe, et décédé le 18 avril 1722 on ne sait où.

## Biographie
On connaît peu de choses de sa vie si ce n'est qu'il a travaillé comme secrétaire à la cour ducale de Saxe-Eisenach à partir de 1709. Il devient poète officiel de la cour en 1718 et produit à ce titre un cycle annuel de textes de cantates. Georg Philipp Telemann en reprendra pour rien moins que 168 des quelque 1700 cantates qu'il composa. Johann Sebastian Bach reprit un de ses textes pour sa cantate BWV 47. On pourrait évoquer la BWV 141 mais cette cantate est en fait une composition de Telemann.

## Sources
- (en) Biographie sur bach-cantatas.com